# V League 1 2013
La V League 1 2013 è la 30ª edizione della massima competizione nazionale per club del Vietnam, la squadra campione in carica è il Ðà Nẵng.

## Squadre partecipanti
| Club                    | Stadio             |
| ----------------------- | ------------------ |
| Becamex Bình Dương      | Gò Đậu Stadium     |
| SHB Ðà Nẵng             | Chi Lăng Stadium   |
| Đồng Nai                | Biên Hòa Stadium   |
| Đồng Tâm Long An        | Long An Stadium    |
| Vicem Hải Phòng         | Lạch Tray Stadium  |
| Hà Nội T&T              | Hàng Đẫy Stadium   |
| Hoàng Anh Gia Lai       | Pleiku Stadium     |
| Kienlongbank Kiên Giang | Rạch Giá Stadium   |
| Vissai Ninh Binh        | Ninh Bình Stadium  |
| Xuân Thành Sài Gòn      | Thống Nhất Stadium |
| Sông Lam Nghệ An        | Vinh Stadium       |
| Thanh Hóa               | Thanh Hóa Stadium  |

## Classifica
|                    | Pos. | Squadra          | Pt | G  | V  | N | P  | GF | GS | DR  |
| ------------------ | ---- | ---------------- | -- | -- | -- | - | -- | -- | -- | --- |
| Vietnam (bandiera) | 1.   | Hà Nội T&T       | 38 | 20 | 11 | 5 | 4  | 46 | 24 | +22 |
|                    | 2.   | Ðà Nẵng          | 35 | 20 | 10 | 5 | 5  | 29 | 24 | +5  |
|                    | 3.   | HAGL             | 35 | 20 | 10 | 5 | 5  | 24 | 16 | +8  |
|                    | 4.   | SLNA             | 33 | 20 | 9  | 6 | 5  | 40 | 24 | +16 |
|                    | 5.   | Thanh Hóa        | 33 | 20 | 9  | 6 | 5  | 40 | 33 | +7  |
|                    | 6.   | Vicem Hải Phòng  | 26 | 20 | 7  | 5 | 8  | 39 | 28 | +11 |
|                    | 7.   | Đồng Nai         | 25 | 20 | 6  | 7 | 7  | 27 | 36 | -9  |
|                    | 8.   | Bình Dương       | 23 | 20 | 6  | 5 | 9  | 34 | 35 | -1  |
|                    | 9.   | Long An          | 22 | 20 | 7  | 1 | 12 | 31 | 53 | -22 |
|                    | 10.  | Vissai Ninh Bình | 18 | 20 | 4  | 6 | 10 | 23 | 32 | -9  |
|                    | 11.  | Kiên Giang       | 14 | 20 | 3  | 5 | 12 | 24 | 52 | -28 |
|                    | 12.  | Xuân Thành       | 0  | 0  | 0  | 0 | 0  | 0  | 0  | +0  |

      Campione del Vietnam 2013, ammessa alla AFC Champions League 2014

      Ammesse alla Coppa dell'AFC 2014

      Esclusa

Note:
Tre punti a vittoria, uno a pareggio, zero a sconfitta.